# 立襟

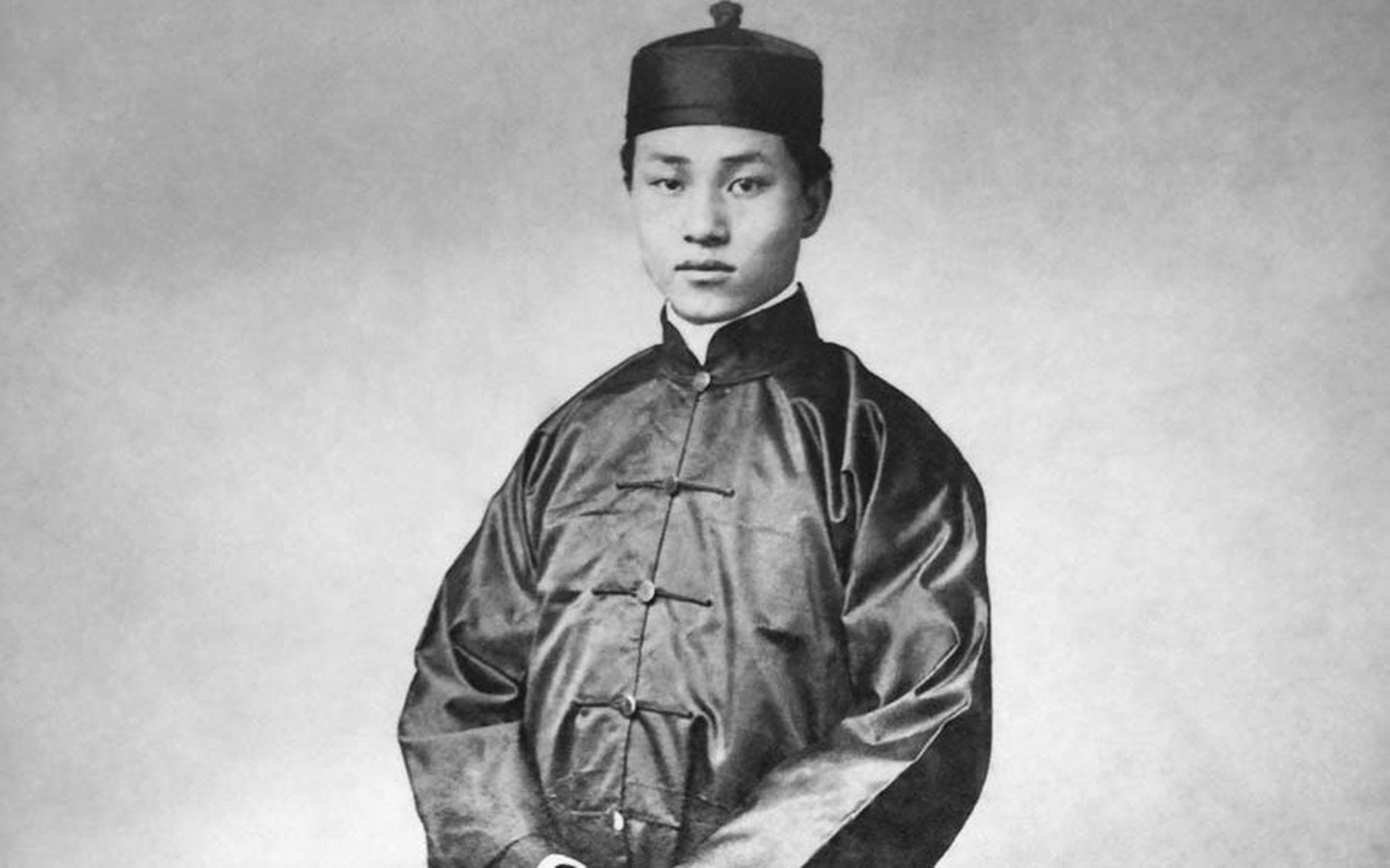
1900年代初頭に撮影された旗袍を着ている男性

立襟、立て襟（たてえり、たちえり、英: standing collar）は、折返らずに立った仕立て方の襟の総称。マンダリンカラー (mandarin collar)、バンドカラー (band collar)、チョーカーカラー (choker collar) ともいう。立襟は一般に襟の先端が水平だが、そうではないものはネルーカラー (nehru collar) とも呼ばれる。
前あわせがホックやボタン、ストラップなどで留められたり、形を整えるための芯材（通称襟カラー）が入ることもある。

## 沿革・使用例
古くは北アジアの遊牧・騎馬諸民族の衣服に立襟が広く用いられていた。その本来の機能は、頸部の保護ないし保温ではなかったかと思われる。立襟は刃物や弓矢などによる攻撃からの防御に効果的であるからである。
世界各国の服飾に広く立襟が導入されたのは、近代国家の根幹を成す制度や組織の制服（軍服や学生服等）で採用されていったためである。
戦国時代から江戸初期の日本では、南蛮貿易を通じて、主としてマカオ・マニラ経由でヨーロッパ人（特にポルトガル・スペイン人）の衣服が持ち込まれ、帽子、マント、襞襟の肌着などのいわゆる「南蛮装束」が流行した。特に当時作られた陣羽織のなかには、襟部分にヨーロッパの影響を受けた立襟の仕立てをおこなっている事例がある（素材も「ラシャ」等外来のものが用いられている場合もある）。
世界各国の軍服（陸軍）の上着は、19世紀までは立襟が主流であったが、20世紀に入り、勤務服・戦闘服は立折襟、ついで開襟ネクタイ式の仕立てが一般的となり、現在は主に礼服に用いられている。一方、世界各国の海軍の夏用勤務服には、現在でも白い生地の立襟の上着を用いる場合が多い（日本の海上自衛隊を含む）。
海軍飛行予科練習生は七つボタンの立襟制服を採用しており、制度を引き継いだ海上自衛隊の航空学生にも引き続き採用されている。なお航空学生は女性隊員も立襟制服を着用する。
現在は立折襟仕立てが主流であるワイシャツも19世紀から20世紀初頭までは立襟が主流であり、明治時代の日本において「ハイカラ」の語源となった。
日本の学生服のうち、中学・高校生の男子冬用制服には長らく黒生地・五つボタンの立襟の上着・ズボンの上下がもっとも一般的に用いられ、単に「学生服」といえばこのタイプの服を指したほどであったが、近年立襟・立折襟の制服はブレザータイプのものに変更される傾向にある。なお、学習院など一部の男子制服は立襟で、前あわせをホックで留める旧海軍式である。また、防衛大学校学生の制服は立襟で、前あわせをボタンではなくジッパーで止める独特の仕立てとなっている。私立を中心とする一部の中学・高校の男子制服にもこのようなものが見られる。
現在インドにおいては立襟の上着が男子用正装として用いられている。この上着を別名「マオカラースーツ」と呼ぶ。
日本の著名人では、料理研究家の服部幸應や政治家の羽田孜、芸人の毒蝮三太夫が立襟タイプのマオカラースーツを好んで着用している。
アメリカ陸軍が採用しているACU迷彩服は装備の着脱を容易にするため、上衣の襟を立てて留めることができる。
アメリカ海兵隊の正装は「ブルードレス」と呼ばれる立襟となっている。これは1798年に海兵隊が再建された際、刃物から首を守る防具として革製のカラー（襟）が支給されたことに由来する。このため海兵隊員は“Leather Necks”（レザーネックス）とも呼ばれる。
1 - 2センチメートル程度の低い立襟は「襟なし」と呼ばれることもある。
野球、サッカー、ラグビーなどのユニフォームにおいて、ごく低い飾り程度の立襟が付与されることがある。

## 画像

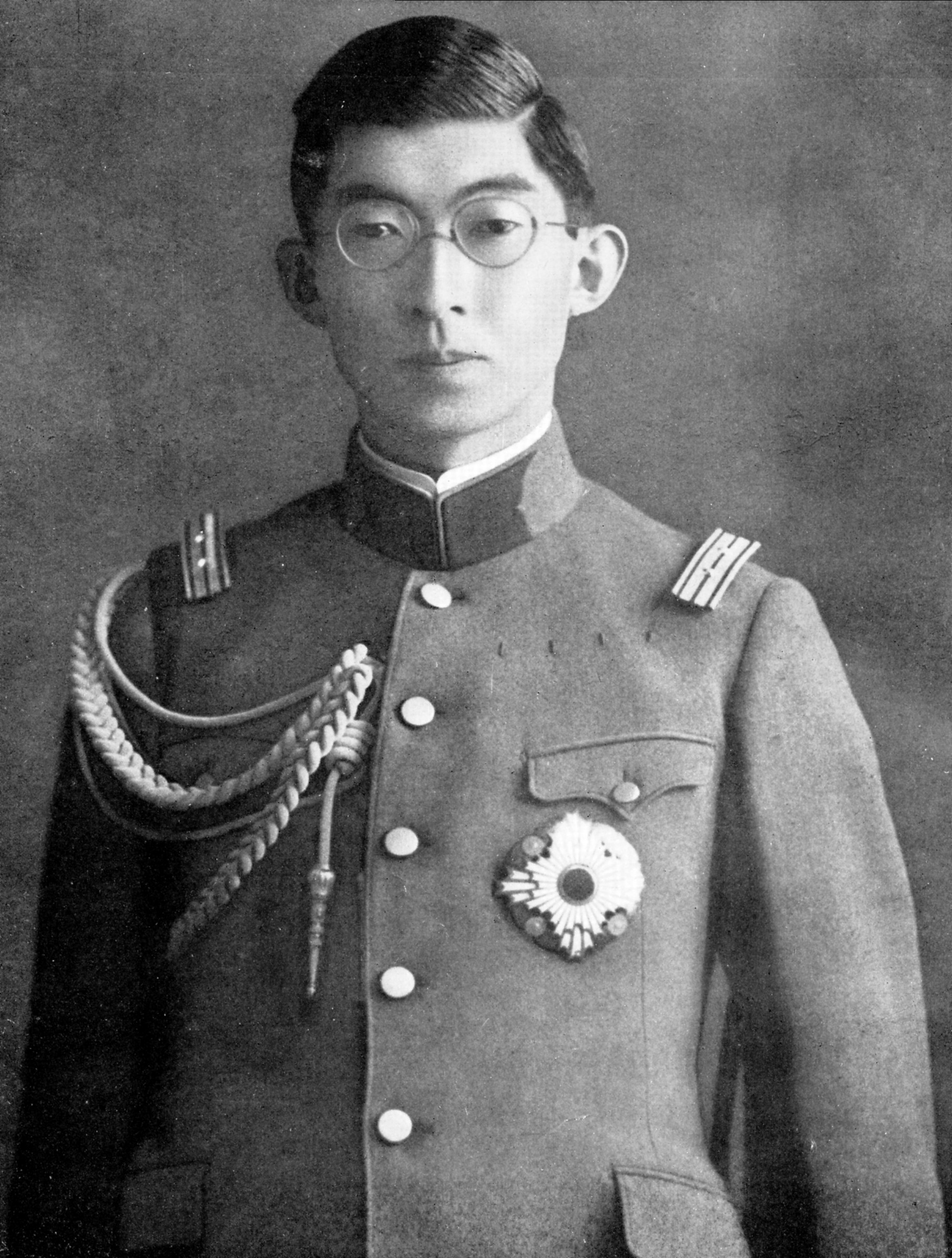
旧日本陸軍の野戦・常勤用の軍服。主に明治時代中期から昭和10年代初期辺りまで標準だった立詰襟形式の軍衣。秩父宮雍仁親王
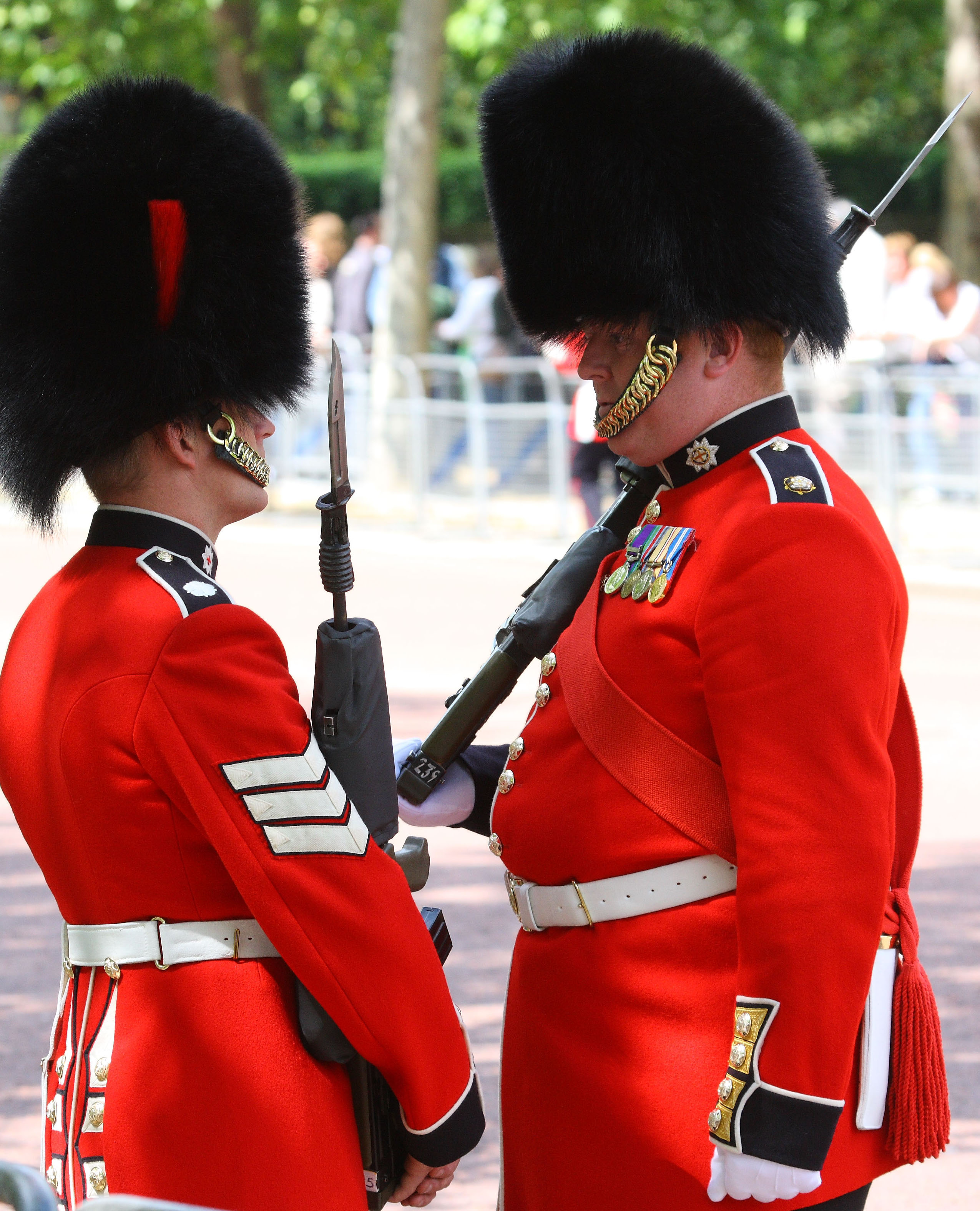
礼装軍服に用いられた立襟の例。イギリスの近衛兵。
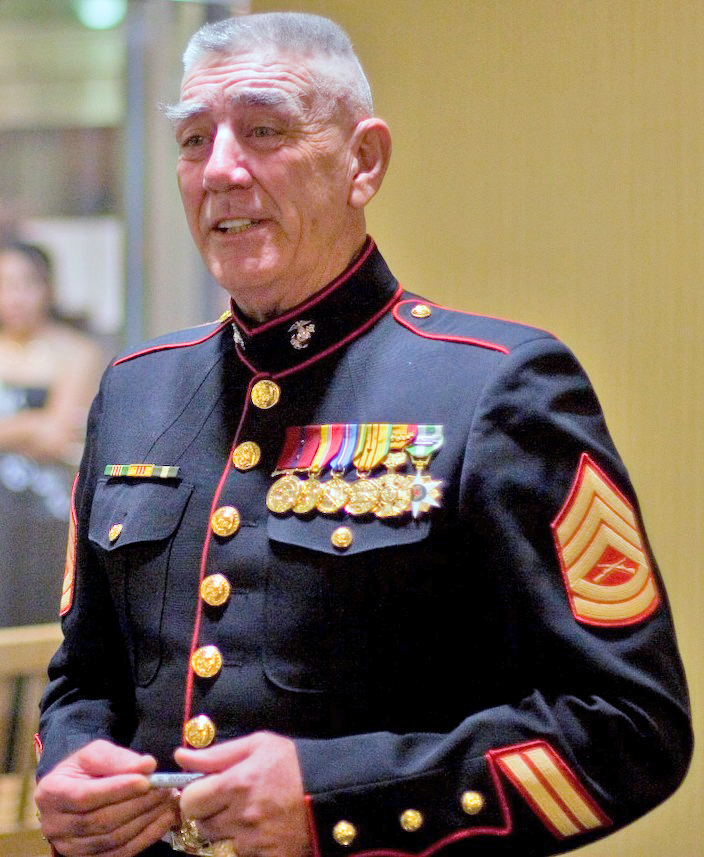
一等軍曹への名誉昇進で、ブルードレスを着る元海兵隊員のR・リー・アーメイ
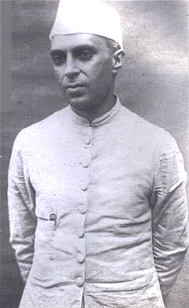
ネルージャケット（マオカラースーツ）を着るジャワハルラール・ネルー
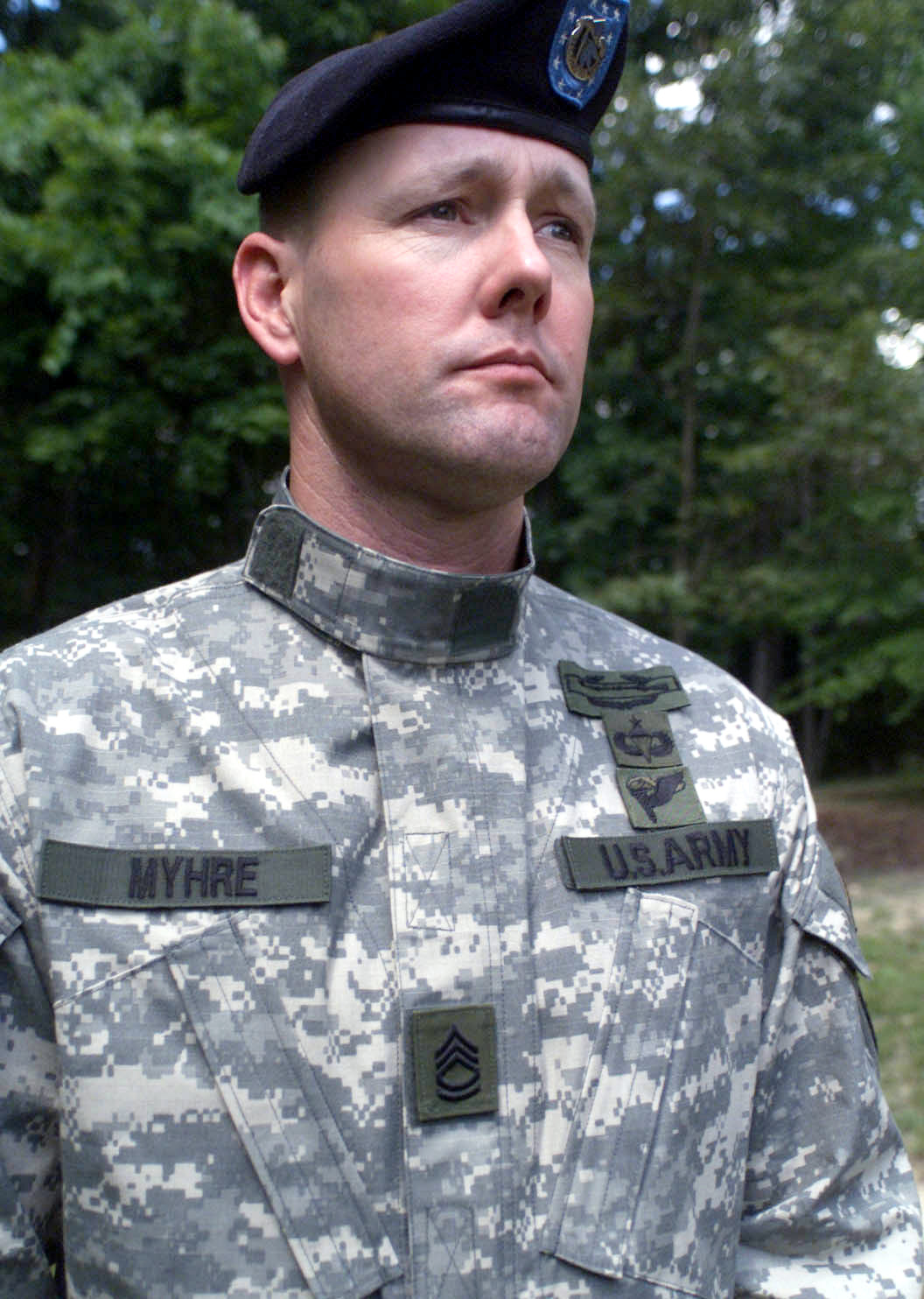
ACU (戦闘服)上衣を立襟状態で着用する米国陸軍兵
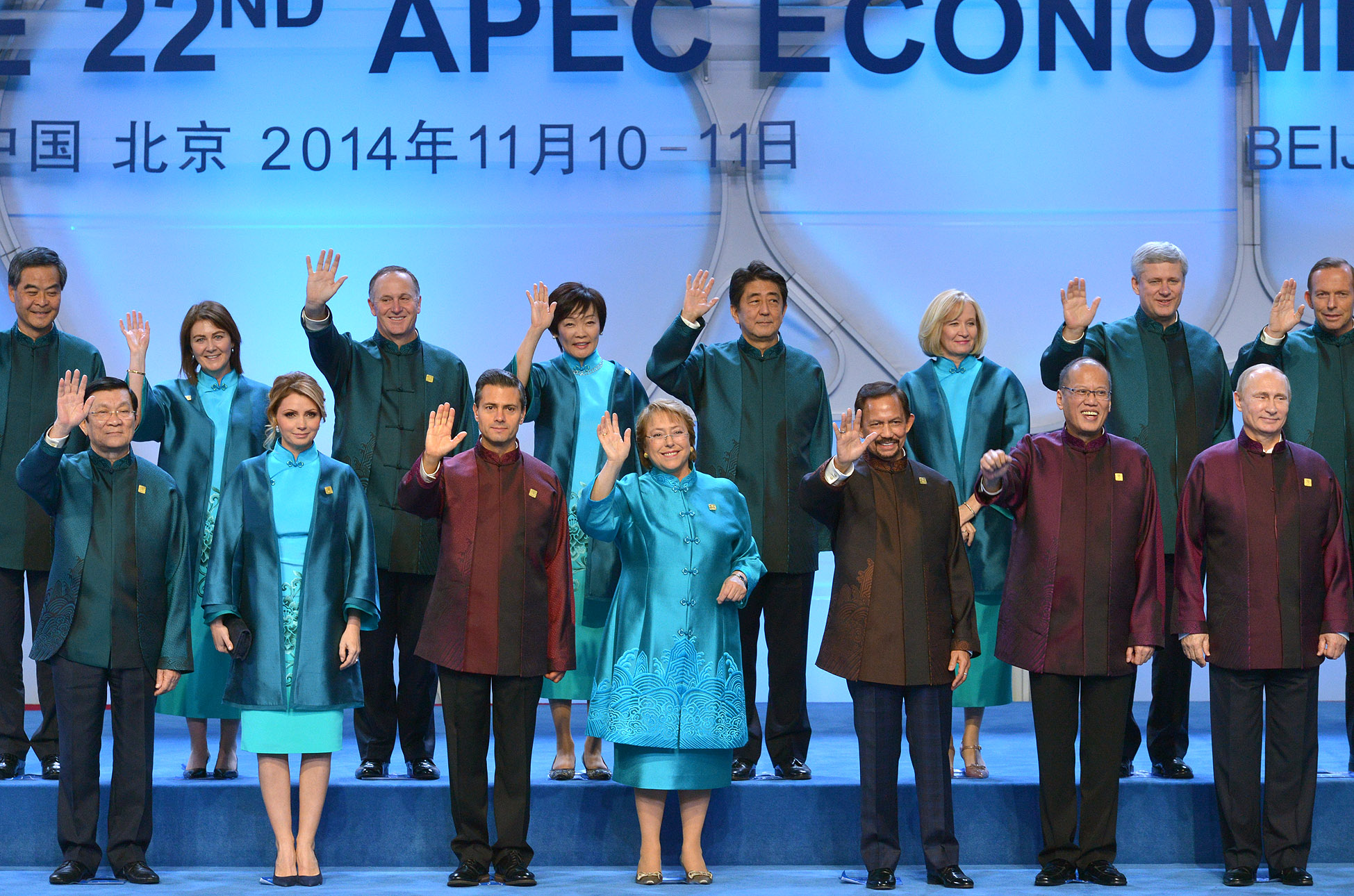
APECで唐装を着用する安倍晋三ら各国首脳
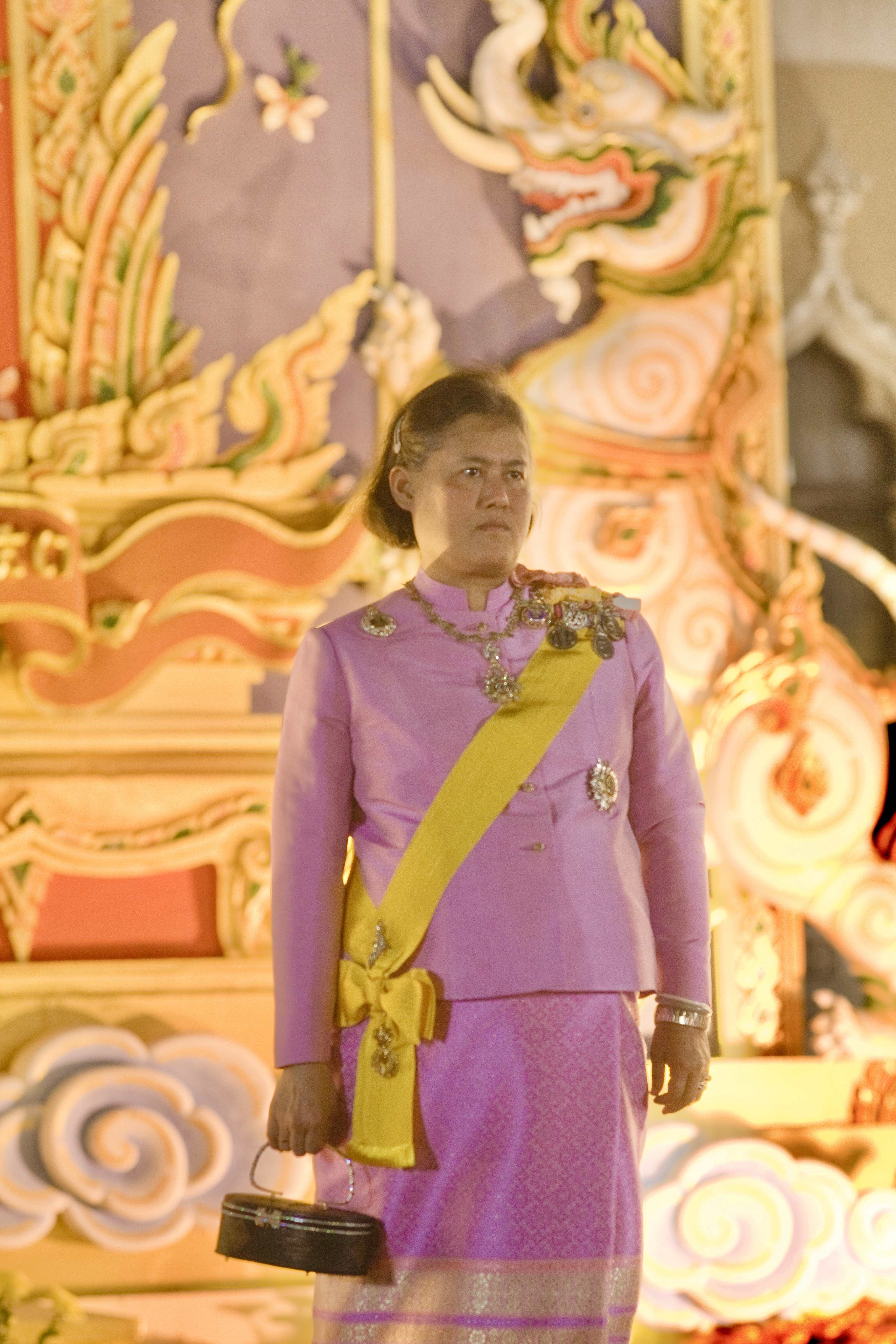
チュッタイアマリンを着るシリントーン